# KylieX2008 at the O2 Arena
KylieX2008 at the O2 Arena, talvolta noto semplicemente come KylieX2008, è il film-concerto della tournée KylieX2008 della cantante australiana Kylie Minogue. Lo speciale, diretto da William Baker, è stato distribuito dal 1º dicembre 2008 in Blu-ray e DVD.

## Descrizione
Lo spettacolo registrato è frutto di un montaggio di due concerti tenutisi alla The O2 Arena di Londra nell'agosto 2008, in formato Super 16 millimetri, ripreso da 14 telecamere. Il team che ha realizzato KylieX2008 at the O2 Arena è il medesimo con cui la cantante ha collaborato per tutti i suoi film-concerti a partire dal KylieFever2002: Live in Manchester.
Oltre al concerto, il cofanetto include il documentario 12 Hours... in the life of Kylie Minogue, una galleria fotografica, il filmato Conceptual Designs e i visuals utilizzati per le performance di: Speakerphone, Can't Get You Out of My Head, Ruffle My Feathers, Sometime Samurai, Like a Drug e Sensitized.
Il formato Blu-ray contiene gli stessi contenuti del DVD meno per il documentario; in aggiunta sono stati inclusi i visuals usati per In Your Eyes, Heart Beat Rock, Wow, Loveboat, Spinning Around, 2 Hearts, Nu-di-ty, In My Arms e No More Rain.
Il DVD è stato venduto a £17.99.

## Tracce
1. Speakerphone
2. Boombox / Can't Get You Out of My Head
3. Ruffle My Feathers
4. In Your Eyes
5. Heart Beat Rock
6. Wow
7. Shocked
8. Love Boat
9. Copacabana
10. Spinning Around
11. Like a Drug
12. Slow
13. 2 Hearts
14. Sometime Samurai
15. Come into My World
16. Nu-di-ty
17. Sensitized
18. Flower
19. I Believe in You
20. On a Night like This
21. Your Disco Needs You
22. Kids
23. Step Back In Time
24. In My Arms
25. No More Rain
26. The One
27. Love at First Sight
28. I Should Be So Lucky

### Contenuti extra - DVD
1. 12 Hours... in the life of Kylie Minogue
2. Stage back-drop projections" ("Speakerphone"/"Can't Get You Out of My Head," "Ruffle My Feathers," "Sometime Samurai," "Like a Drug," "Sensitized")
3. Photo Gallery
4. Conceptual Designs
5. DVD trailer

### Contenuti extra - BluRay
1. Stage back-drop projections" ("Speakerphone"/"Can't Get You Out of My Head", "Ruffle My Feathers", "In Your Eyes", "Heart Beat Rock"/"Wow", "Loveboat", "Spinning Around", "Like a Drug", "2 Hearts", "Sometime Samurai", "Nu-di-ty", "Sensitized", "In My Arms", "No More Rain")
2. Photo Gallery
3. Conceptual Designs
4. DVD trailer (no X logo)